# John Lindley
John Lindley (ur. 5 lutego 1799 w Old Catton, zm. 1 listopada 1865 w Turnham Green) – angielski botanik i ogrodnik, członek Royal Society.
Standardową skróconą formą autora, używaną do wskazania przy cytowaniu nazw botanicznych, jest Lindl..

## Wczesne lata
Urodzony w Old Catton, niedaleko Norwich w Anglii, John Lindley był jednym z czworga dzieci George’a i Mary Lindley. George Lindley był szkółkarzem i sadownikiem, który prowadził komercyjną szkółkę. Mimo że posiadał dużą wiedzę z zakresu ogrodnictwa, przedsięwzięcie nie było dochodowe i George był cały czas zadłużony. Jako mały chłopiec, John pomagał ojcu w szkółce, poza tym dość często zbierał dzikie kwiaty rosnące w okolicach Norfolk. John uczył się w Norwich School. Chciał iść na studia lub wstąpić do wojska, ale rodziny nie było na to stać.  W 1815 został belgijskim pośrednikiem dla kupca nasion z Londynu.
W tym czasie Lindley zapoznał się z botanikiem Williamem Jacksonem Hookerem, który pozwolił mu korzystać z biblioteki botanicznej i przedstawił go sir Josephowi Banksowi. Banks zatrudnił go jako asystenta w swoim herbarium. Jego pierwszą publikacją, w 1819, było tłumaczenie dzieła Louisa Claude’a Richarda Analyse du fruit. W 1820 opublikował własne dzieło Monographia Rosarum, w którym zawarte były opisy nowych gatunków oraz rysunki wykonane przez niego. W 1821 opublikował dwa kolejne dzieła, Monographia Digitalium i Observations on Pomaceae, które wniosły wkład do Towarzystwa Linneuszowskiego.

## Kariera

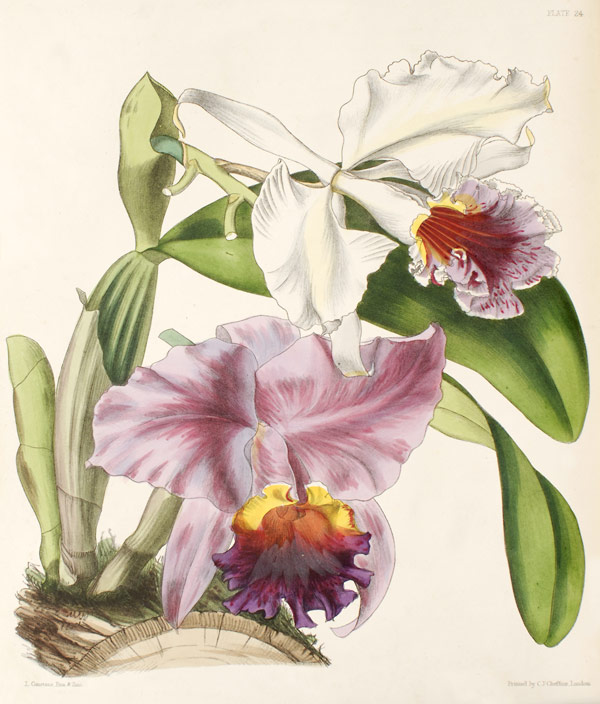
Cattleya labiata – jeden z gatunków opisanych przez Lindleya

Lindley poszedł do pracy w domu Banksa w Londynie. Skoncentrował się na dwóch rodzajach róży i naparstnicy, po czym opublikował monografię A Botanical History of Roses, w której rozróżnił 76 gatunków, opisał 13 nowych oraz wykonał 19 kolorowych ilustracji. Lindley poznał Josepha Sabine'a, który uprawiał dużo róż i był sekretarzem w Royal Horticultural Society. Kilka miesięcy potem zmarł Banks i Lindley pozostał bez pracy. Później jeden z przyjaciół Banksa, bogaty kupiec William Cattley, zapłacił Lindleyowi za opisanie i zilustrowanie nowych roślin w jego ogrodzie w Barnet. Cattley sfinansował także opublikowanie Digitalia Monographia. Na jego cześć Lindley nazwał nowy gatunek: Cattleya. W 1820, w wieku 21 lat, Lindley został członkiem Towarzystwa Linneuszowskiego.
W latach 1821–1826 opublikował pracę z kolorowymi własnoręcznymi ilustracjami Collectanea botanica or Figures and botanic Illustrations of rare and curious exotic Plants. Wiele ze zilustrowanych roślin pochodziło z rodziny Orchidaceae, którą Lindley fascynował się całe życie.
Lindley został mianowany asystentem sekretarza brytyjskiego Królewskiego Towarzystwa Ogrodniczego (Royal Horticultural Society) i opiekunem ogrodu w Chiswick w 1822. W 1829 objął zarządzanie katedrą botaniki na University College London, na której pozostał do 1860. Od 1831 wykładał także botanikę w University College London oraz uczestniczył w 1833 w wykładzie bożonarodzeniowym (Royal Institution Christmas Lecture).
Lindley opisał rośliny zebrane podczas ekspedycji Thomasa Mitchella z 1838 oraz napisał aneks do „Rejestru Botanicznego” (The Botanical Register) Sydenhama Edwardsa  z 1839, opisując rośliny zebrane przez Jamesa Drummonda i Georgianę Molloy w kolonii Swan River (późniejszej Australii Zachodniej).
Lindley był członkiem Royal Society, Towarzystwa Linneuszowskiego oraz Londyńskiego Towarzystwa Geologicznego. W 1857 otrzymał Royal Medal, a w 1853 został także członkiem Institut de France.

## Późniejsze lata

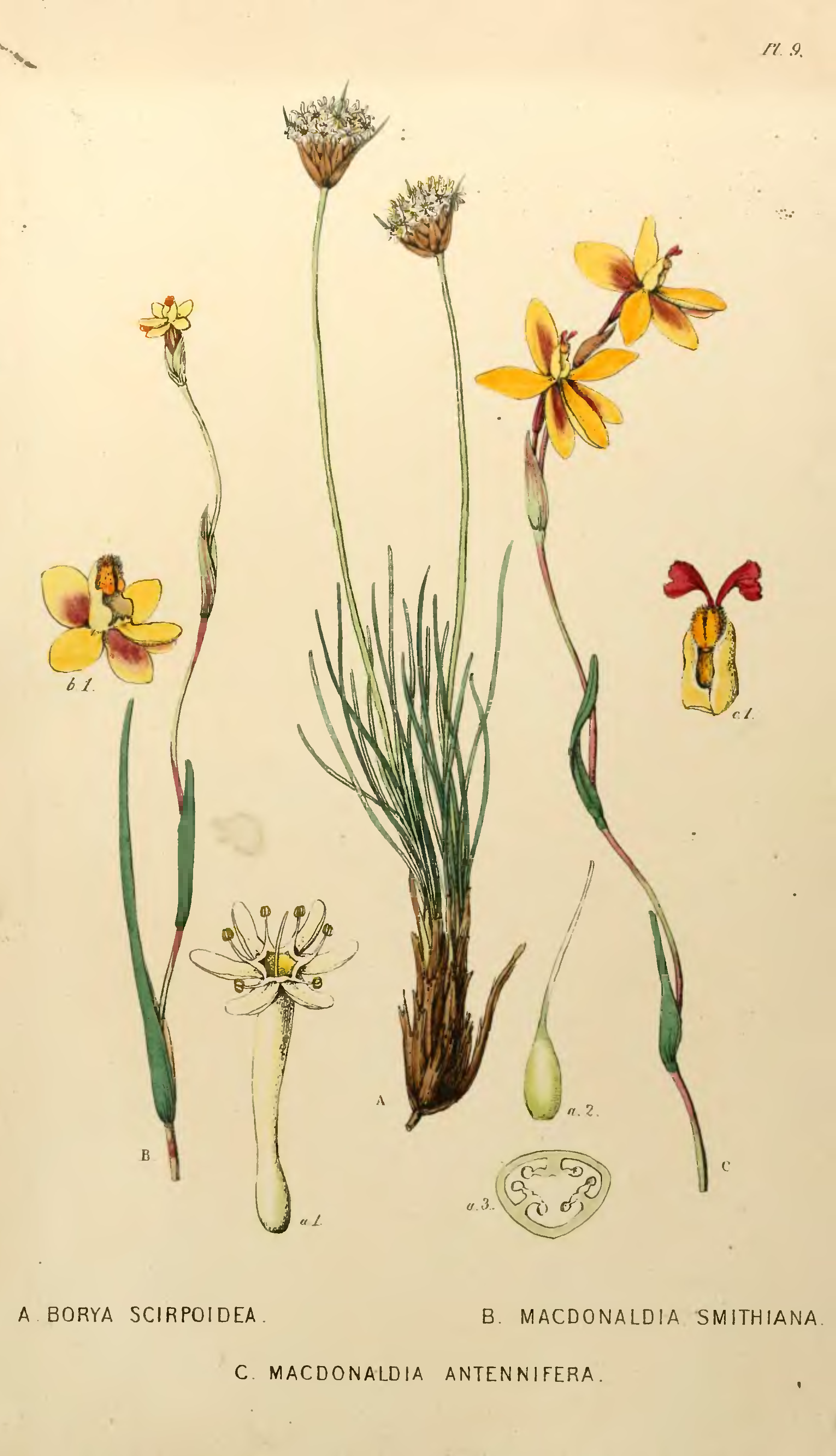
Rycina z A sketch of the vegetation of the Swan River Colony – John Lindley

Wybitny botanik w owych czasach, John Claudius Loudon, zaproponował Lindleyowi współpracę nad jego Encyklopedią roślin. Dzieło opisywało prawie 15 tysięcy gatunków roślin kwitnących i paproci. Było to bardzo duże przedsięwzięcie i za jego większość odpowiedzialny był Lindley. Podczas pisania całego dzieła, które zostało ukończone w 1829, i studiowania wzorów, przekonał się do wyższości systemu klasyfikacji naturalnej opracowanej przez Antoine’a Laurenta de Jussieu. Zostało to także odzwierciedlone w dziełach A Synopsis of British Flora i An Introduction to the Natural System of Botany, w których opisywał on gatunki zgodnie z klasyfikacją naturalną.
W 1828 Lindley został członkiem Royal Society, a w 1833 uhonorowano go tytułem doktora Uniwersytetu Ludwika i Maksymiliana w Monachium. Inne wyróżnienia otrzymał także z Francji, Stanów Zjednoczonych i Szwajcarii. W 1829, dążąc do zwiększenia swojego dochodu, Lindley został profesorem botaniki nowo utworzonego University of London. W tym samym czasie nadal pełnił swoje obowiązki w Królewskim Towarzystwie Ogrodniczym. Lindley, mimo że sam nie był na studiach, okazał się bardzo dobrym wykładowcą. Ponieważ nie był usatysfakcjonowany dostępną literaturą, sam pisał podręczniki do botaniki dla studentów.
Po śmierci Josepha Banksa i jego mecenasa króla Jerzego III, Kew Gardens zaczął podupadać. Rząd zlecił sporządzenie raportu na temat jego możliwej przyszłości Lindleyowi, Josephowi Paxtonowi i Johnowi Wilsonowi. W raporcie zarekomendowano, aby ogrody zostały zachowane, jednak rząd tego nie zaakceptował i zaproponował ich zlikwidowanie, rozdanie roślin i rozebranie szklarni. 11 lutego 1840 Lindley udał się do premiera i zaproponował, aby ta sprawa została rozstrzygnięta w parlamencie. Spowodowało to kłótnie, opinia publiczna była oburzona, rząd się ugiął i odwołał swoje plany, ogrody zostały zachowane. Nowym dyrektorem został William Hooker.
Lindley napisał bardzo wiele dzieł, w tym The Genera and Species of Orchidaceous Plants, którego napisanie zajęło mu 10 lat. Uznawany był za najważniejszy autorytet w dziedzinie klasyfikacji orchidei. W klasyfikacji Benthama i Hookera (1883) zostało zaakceptowanych 114 gatunków opisanych przez Lindleya, zaś Pfitzer (1889) zaakceptował 127 gatunków. Przez wiele lat Lindley opisał bardzo dużą liczbę nowych gatunków orchidei i wielu innych roślin. Każdy opisany gatunek posiadał dołączoną zwięzłą charakterystykę. Na jego cześć nazwano ponad 200 gatunków roślin, dołączając epitety lindleyi, lindleyana, lindleyanum, lindleyanus, lindleya, lindleyoides.
W 1861 Lindley przewodniczył organizacji wystaw z kolonii brytyjskich na wystawie międzynarodowej w South Kensington. Pogarszała się jego pamięć. W tym samym roku zrezygnował ze swojego stanowiska na uniwersytecie oraz dwa lata później także ze stanowiska w Królewskim Towarzystwie Ogrodniczym. W 1863 udał się do kurortu Vichy, ale jego stan zdrowia nadal się pogarszał. Zmarł w swoim domu w Acton Green, niedaleko Londynu, w wieku 66 lat.

## Dzieła

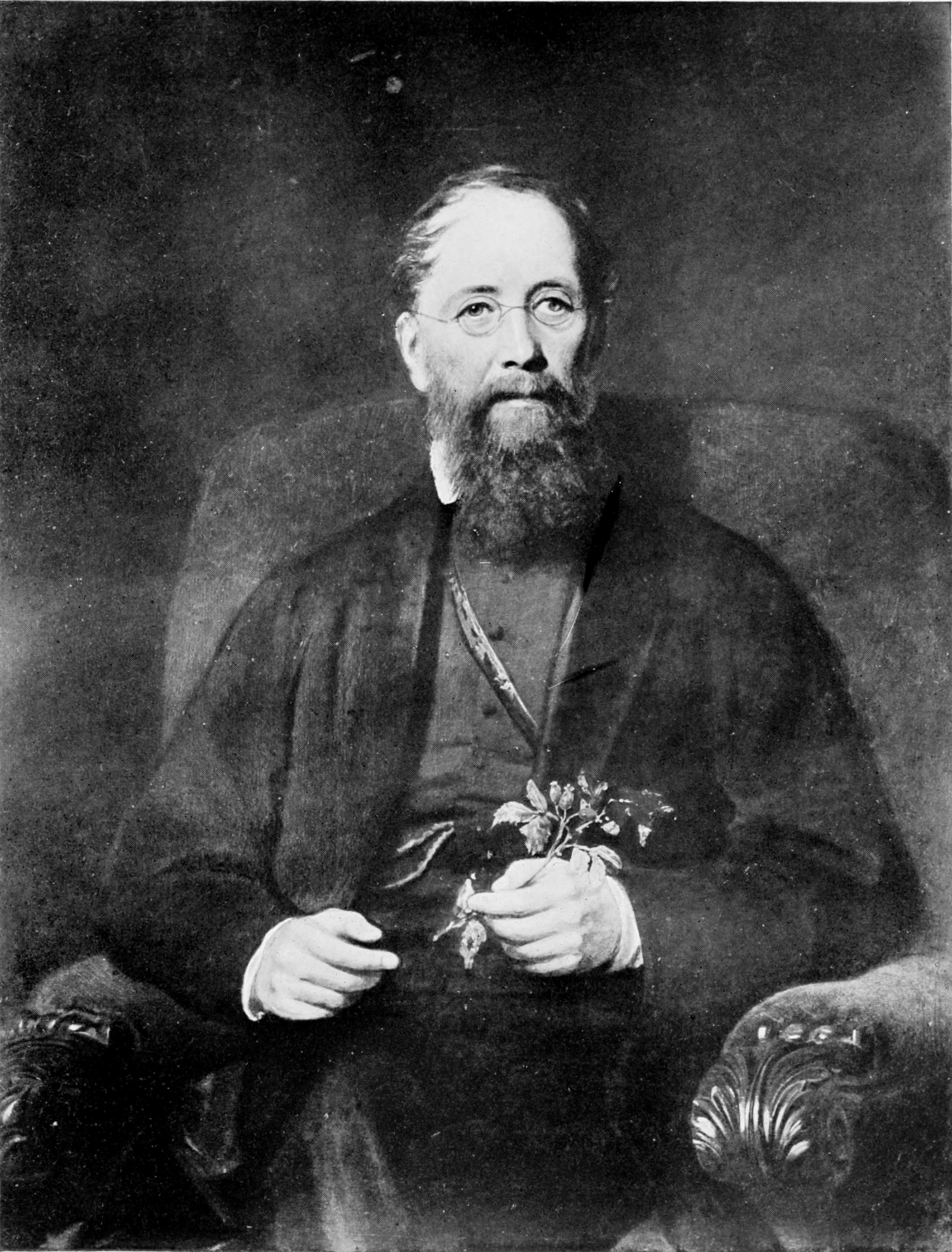
Portret z Makers of British botany (1913)

- tłumaczenie dzieła Analyse du fruit Louisa Claude’a Richarda (1819)
- Rosarum (1820)
- Monographia Digitalium (1821)
- on the natural Group of Plants called Pomaceæ (1821)
- Monographie du genre rosier, traduit de l'anglais de J. Lindley ...par M. de Pronville (1824) z Augustem de Pronville
- A Botanical History of Roses
- Digitalia Monographia
- Collectanea botanica or Figures and botanic Illustrations of rare and curious exotic Plants  (1821–1826) z Richardem i Arthurem Taylorem
- A Synopsis of British Flora, arranged according to the Natural Order (1829)
- An Introduction to the Natural System of Botany (1830).
- An Outline of the First Principles of Horticulture (1832)
- An Outline of the Structure and Physiology of Plants (1832)
- Nixus Plantarum (1833)
- Einleitung in das natürliche System der Botanik (1833)
- Genera and Species of Orchidaceous Plants (1835)
- A Natural System of Botany (1836)
- The Fossil Flora of Great Britain (z Williamem Huttonem (1831–1837))
- Flora Medica (1838)
- Sertum orchidaceum:a wreath of the most beautiful orchidaceous flowers selected by John Lindley. (1838)
- Appendix to the first twenty-three volumes of Edwards's botanical register (1839)
- Theory of Horticulture (1840)
- Sketch of the Vegetation of the Swan River Colony (1840)
- The genera and species of orchidaceous plants (1830–1840)
- The Vegetable Kingdom (1846)
- Edwards' botanical register (1829–1847) z Jamesem Ridgwayem. Vol. 15–33.
- Medical and oeconomical botany (1849)
- Folia Orchidacea (1852)
- Paxton's flower garden (1853)
- Descriptive Botany (1858)